# Neftegorsk

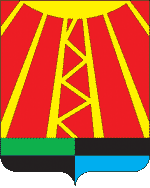
Stadens vapen.

Neftegorsk (ryska Нефтего́рск) är en stad i Samara oblast i Ryssland. Folkmängden uppgick till 18 358 invånare i början av 2015.